# Nehrəm su anbarı
Nehrəm su anbarı är en reservoar i Azerbajdzjan.   Den ligger i distriktet Nachitjevan, i den sydvästra delen av landet, 400 km väster om huvudstaden Baku. Nehrəm su anbarı ligger 896 meter över havet.
Trakten runt Nehrəm su anbarı består i huvudsak av gräsmarker. Runt Nehrəm su anbarı är det ganska glesbefolkat, med 36 invånare per kvadratkilometer.